# Блинкявичюте, Вилия
Вилия Блинкявичюте (лит. Vilija Blinkevičiūtė; род. 3 марта 1960, Линкува, Литовская ССР) — литовский юрист, политический и государственный деятель. Председатель Социал-демократической партии Литвы (СДПЛ). Депутат Европейского парламента с 2009 года. В прошлом — депутат Сейма Литовской Республики (2004—2009), министр социальной защиты и труда Литвы (2000—2004).

## Биография
Родилась 3 марта 1960 года в городе Линкува Пакруойского района Литовской ССР.
В 1978 году окончила с золотой медалью среднюю школу имени Каролиса Пожелы в Линкуве (ныне Линкувская гимназия) и поступила на юридический факультет Вильнюсского университета, который окончила в 1983 году.
С 1983 года работала в Народном комиссариате социального обеспечения Литовской ССР, затем в Министерстве социальной защиты Литвы. С 1994 года — секретарь Министерства социальной защиты и труда Литвы, с 1996 года — заместитель министра.
9 ноября 2000 года назначена министром социальной защиты и труда Литвы во втором правительстве под руководством премьер-министра Роландаса Паксаса («Союз либералов Литвы»). Сохранила пост в следующих первом и втором правительствах под руководством премьер-министра Альгирдаса Бразаускаса (СДПЛ), правительстве под руководством премьер-министра Гедиминаса Киркиласа (СДПЛ). 9 декабря 2008 года правительство Киркиласа ушло в отставку.
По результатам парламентских выборов 2004 года избрана депутатом Сейма Литовской Республики в округе Шешкине. По результатам выборов 2008 года переизбрана.
В 2006 году вступила в Социал-демократическую партию Литвы (СДПЛ). В 2009 году избрана заместителем председателя СДПЛ.
По результатам выборов в Европейский парламент 2009 года избрана депутатом Европейского парламента. Была членом Комитета по занятости и социальным вопросам (EMPL). Переизбрана на выборах 2014 года. В 2014—2017 годах была заместителем председателя Комитета по вопросам прав женщин и гендерного равенства (FEMM). В 2017—2019 годах была председателем Комитета по вопросам прав женщин и гендерного равенства (FEMM). В 2014—2019 годах — член Комитета по занятости и социальным вопросам (EMPL). Переизбрана на выборах 2019 года. С 18 июля 2019 года является заместителем председателя Комитета по занятости и социальным вопросам (EMPL), членом Комитета по вопросам прав женщин и гендерного равенства (FEMM), членом Комитета по образованию и культуре (CULT).
9 мая 2021 года на всеобщих выборах председателя партии избрана председателем Социал-демократической партии Литвы (СДПЛ) сроком на два года. Стала первой женщиной, возглавившей СДПЛ. Её конкурентом был депутат Европейского парламента Юозас Олекас. Вступила в должность 29 мая. В мае 2023 года переизбрана на безальтернативных выборах председателя СДПЛ, за неё проголосовали 548 делегатов съезда.
Заняла первое место с 95000 преференциальными голосами среди кандидатов от ЛСДП на выборах 2024 года.

## Награды
- Командор ордена «За заслуги перед Литвой» (6 февраля 2004 года)[6]